# Campionato mondiale di hockey su ghiaccio Under-18 2011
Il 13º Campionato mondiale di hockey su ghiaccio U-18 è stato assegnato dall'International Ice Hockey Federation alla Germania, che lo ha ospitato a Crimmitschau e a Dresda nel periodo tra il 13 e il 24 aprile 2011, dodici anni dopo l'edizione inaugurale svoltasi sempre in Germania nel 1999. Le partite giocate a Crimmitschau si sono disputate all'interno dell'Eisstadion Crimmitschau, mentre i match giocati a Dresda si sono svolti nella EnergieVerbund Arena. Nella finale gli Stati Uniti si sono aggiudicati per il terzo anno consecutivo il titolo battendo ancora una volta la Svezia ai supplementari per 4-3. Per gli Stati Uniti si tratta del sesto successo; per la Svezia invece si tratta della terza medaglie d'argento. Al terzo posto è giunta la Russia, che ha avuto la meglio sul Canada per 6-4.

## Campionato di gruppo A

### Partecipanti
Al torneo prendono parte 10 squadre:
| 8 dall'Europa     | Finlandia | Germania    |
| 8 dall'Europa     | Norvegia  | Rep. Ceca   |
| 8 dall'Europa     | Russia    | Slovacchia  |
| 8 dall'Europa     | Svezia    | Svizzera    |
| 2 dal Nordamerica | Canada    | Stati Uniti |

### Gironi preliminari
Le dieci squadre partecipanti sono state divise in due gironi da 5 cinque squadre ciascuno: le compagini che si classificano al primo posto nel rispettivo girone si qualificano direttamente alle semifinali. La seconda e la terza classifica di ciascun raggruppamento disputano invece i quarti di finale. La quarta e la quinta giocano infine un ulteriore girone al termine del quale le ultime due classificate vengono retrocesse in Prima Divisione.

#### Girone A
| Crimmitschau 14 aprile 2011, ore 15:30 UTC+2 | Russia | 8 – 2 (3-0; 2-1; 3-1) referto | Slovacchia | Eisstadion Crimmitschau (1.590 spett.) |

| Crimmitschau 14 aprile 2011, ore 19:30 UTC+2 | Svizzera | 1 – 2 (0-1; 1-0; 0-1) referto | Stati Uniti | Eisstadion Crimmitschau (356 spett.) |

| Crimmitschau 15 aprile 2011, ore 15:30 UTC+2 | Slovacchia | 1 – 8 (0-2; 0-4; 1-2) referto | Stati Uniti | Eisstadion Crimmitschau (800 spett.) |

| Crimmitschau 15 aprile 2011, ore 19:30 UTC+2 | Svizzera | 1 – 4 (0-2; 1-1; 0-1) referto | Germania | Eisstadion Crimmitschau (3.053 spett.) |

| Crimmitschau 16 aprile 2011, ore 19:30 UTC+2 | Germania       | 4 – 4 (d.t.s.) (0-3; 3-0; 1-1; 0-0) referto | Russia | Eisstadion Crimmitschau (4.060 spett.) |
| Shootout 0 – 1                               |                |                                             |        |                                        |
|                                              |                |                                             |        |                                        |
|                                              | Shootout 0 – 1 |                                             |        |                                        |

| Crimmitschau 17 aprile 2011, ore 15:30 UTC+2 | Slovacchia | 2 – 3 (1-2; 0-0; 1-1) referto | Svizzera | Eisstadion Crimmitschau (624 spett.) |

| Crimmitschau 17 aprile 2011, ore 19:30 UTC+2 | Stati Uniti | 4 – 3 (2-0; 1-1; 1-2) referto | Russia | Eisstadion Crimmitschau (2.216 spett.) |

| Crimmitschau 18 aprile 2011, ore 19:30 UTC+2 | Germania | 0 – 4 (0-2; 0-2; 0-0) referto | Slovacchia | Eisstadion Crimmitschau (2.037 spett.) |

| Crimmitschau 19 aprile 2011, ore 15:30 UTC+2 | Russia | 8 – 3 (4-0; 3-2; 1-1) referto | Svizzera | Eisstadion Crimmitschau (1.010 spett.) |

| Crimmitschau 19 aprile 2011, ore 19:30 UTC+2 | Stati Uniti | 7 – 3 (2-0; 4-2; 1-1) referto | Germania | Eisstadion Crimmitschau (3.743 spett.) |

| Pos. |             | PG | V | VOT | POT | P | GF | GS | DR  | Pt | Accede a             |
| 1.   | Stati Uniti | 4  | 4 | 0   | 0   | 0 | 21 | 8  | +13 | 12 | Semifinali           |
| 2.   | Russia      | 4  | 2 | 1   | 0   | 1 | 24 | 13 | +11 | 8  | Quarti di finale     |
| 3.   | Germania    | 4  | 1 | 0   | 1   | 2 | 11 | 17 | -6  | 4  | Quarti di finale     |
| 4.   | Svizzera    | 4  | 1 | 0   | 0   | 3 | 8  | 16 | -8  | 3  | Girone Retrocessione |
| 5.   | Slovacchia  | 4  | 1 | 0   | 0   | 3 | 9  | 19 | -10 | 3  | Girone Retrocessione |

#### Girone B
| Dresda 14 aprile 2011, ore 15:30 UTC+2 | Finlandia | 5 – 2 (2-0; 1-2; 2-0) referto | Norvegia | EnergieVerbund Arena (276 spett.) |

| Dresda 14 aprile 2011, ore 19:30 UTC+2 | Rep. Ceca | 2 – 1 (0-1; 0-0; 2-0) referto | Svezia | EnergieVerbund Arena (1.548 spett.) |

| Dresda 15 aprile 2011, ore 15:30 UTC+2 | Norvegia | 2 – 10 (1-1; 0-3; 1-6) referto | Svezia | EnergieVerbund Arena (553 spett.) |

| Dresda 15 aprile 2011, ore 19:30 UTC+2 | Rep. Ceca | 0 – 5 (0-3; 0-0; 0-2) referto | Canada | EnergieVerbund Arena (2.027 spett.) |

| Dresda 16 aprile 2011, ore 19:30 UTC+2 | Canada | 5 – 4 (1-0; 1-2; 3-2) referto | Finlandia | EnergieVerbund Arena (1.625 spett.) |

| Dresda 17 aprile 2011, ore 15:30 UTC+2 | Norvegia | 2 – 3 (1-0; 1-2; 0-1) referto | Rep. Ceca | EnergieVerbund Arena (878 spett.) |

| Dresda 17 aprile 2011, ore 19:30 UTC+2 | Svezia | 5 – 2 (1-1; 3-0; 1-1) referto | Finlandia | EnergieVerbund Arena (1.114 spett.) |

| Dresda 18 aprile 2011, ore 19:30 UTC+2 | Canada | 5 – 0 (3-0; 1-0; 1-0) referto | Norvegia | EnergieVerbund Arena (638 spett.) |

| Dresda 19 aprile 2011, ore 15:30 UTC+2 | Finlandia | 5 – 3 (0-1; 1-1; 4-1) referto | Rep. Ceca | EnergieVerbund Arena (1.048 spett.) |

| Dresda 19 aprile 2011, ore 19:30 UTC+2 | Svezia | 4 – 2 (0-1; 0-0; 4-1) referto | Canada | EnergieVerbund Arena (2.098 spett.) |

| Pos. |           | PG | V | VOT | POT | P | GF | GS | DR  | Pt | Accede a             |
| 1.   | Svezia    | 4  | 3 | 0   | 0   | 1 | 20 | 8  | +12 | 9  | Semifinali           |
| 2.   | Canada    | 4  | 3 | 0   | 0   | 1 | 17 | 8  | +9  | 9  | Quarti di finale     |
| 3.   | Finlandia | 4  | 2 | 0   | 0   | 2 | 16 | 15 | +1  | 6  | Quarti di finale     |
| 4.   | Rep. Ceca | 4  | 2 | 0   | 0   | 3 | 8  | 13 | -5  | 6  | Girone Retrocessione |
| 5.   | Norvegia  | 4  | 0 | 0   | 0   | 4 | 6  | 23 | -17 | 0  | Girone Retrocessione |

### Girone per non retrocedere
Le ultime due classificate di ogni raggruppamento si sfidano in un girone all'italiana di sola andata. Le prime due classificate guadagnano la permanenza nel Gruppo A, mentre le ultime vengono retrocesse in Prima Divisione. Le sfide tra squadre provenienti dallo stesso girone si disputano, ma tutte le squadre ereditano i punti e la differenza reti delle partite precedentemente giocate. Pertanto Svizzera e Repubblica Ceca partono da 3 punti in virtù delle vittorie rispettivamente su Slovacchia e Norvegia.
| Dresda 21 aprile 2011, ore 15:30 UTC+2 | Svizzera | 4 – 1 (0-0; 2-1; 2-0) referto | Norvegia | EnergieVerbund Arena (328 spett.) |

| Dresda 21 aprile 2011, ore 19:30 UTC+2 | Rep. Ceca | 4 – 3 (1-2; 1-1; 2-0) referto | Slovacchia | EnergieVerbund Arena (728 spett.) |

| Dresda 23 aprile 2011, ore 15:30 UTC+2 | Slovacchia | 2 – 6 (2-1; 0-3; 0-2) referto | Norvegia | EnergieVerbund Arena (255 spett.) |

| Dresda 23 aprile 2011, ore 19:30 UTC+2 | Svizzera | 4 – 2 (2-1; 1-0; 1-1) referto | Rep. Ceca | EnergieVerbund Arena (535 spett.) |

| Pos. |            | PG | V | VOT | POT | P | GF | GS | DR | Pt |
| 1.   | Svizzera   | 3  | 3 | 0   | 0   | 0 | 11 | 5  | +6 | 9  |
| 2.   | Rep. Ceca  | 3  | 2 | 0   | 0   | 1 | 9  | 9  | 0  | 6  |
| 3.   | Norvegia   | 3  | 1 | 0   | 0   | 2 | 9  | 9  | 0  | 3  |
| 4.   | Slovacchia | 3  | 0 | 0   | 0   | 3 | 7  | 13 | -6 | 0  |

### Fase ad eliminazione diretta
|  | Quarti di finale | Quarti di finale | Quarti di finale |  |  | Semifinali | Semifinali  | Semifinali |  |  | Finali          | Finali          | Finali          |
|  |                  |                  |                  |  |  |            |             |            |  |  |                 |                 |                 |
|  |                  |                  |                  |  |  | B1         | Svezia      | 3          |  |  |                 |                 |                 |
|  | A2               | Russia           | 5                |  |  | A2         | Russia      | 1          |  |  |                 |                 |                 |
|  | B3               | Finlandia        | 2                |  |  |            |             |            |  |  | B1              | Svezia          | 3               |
|  |                  |                  |                  |  |  |            |             |            |  |  | A1              | Stati Uniti     | 4               |
|  |                  |                  |                  |  |  | A1         | Stati Uniti | 5          |  |  |                 |                 |                 |
|  | B2               | Canada           | 4                |  |  | B2         | Canada      | 4          |  |  | Finale 3° posto | Finale 3° posto | Finale 3° posto |
|  | A3               | Germania         | 3                |  |  |            |             |            |  |  | A2              | Russia          | 6               |
|  |                  |                  |                  |  |  |            |             |            |  |  | B2              | Canada          | 4               |

#### Quarti di finale
| Crimmitschau 21 aprile 2011, ore 15:30 UTC+2 | Russia | 5 – 2 (1-0; 1-1; 3-1) referto | Finlandia | Eisstadion Crimmitschau (694 spett.) |

| Crimmitschau 21 aprile 2011, ore 19:00 | Canada | 4 – 3 (1-2; 1-0; 2-1) referto | Germania | Eisstadion Crimmitschau (3.150 spett.) |

#### Semifinali
| Crimmitschau 23 aprile 2011, ore 14:30 UTC+2 | Svezia | 3 – 1 (1-0; 0-1; 2-0) referto | Russia | Eisstadion Crimmitschau (1.003 spett.) |

| Crimmitschau 23 aprile 2011, ore 18:30 UTC+2 | Stati Uniti | 5 – 4 (d.t.s.) (1-1; 0-0; 3-3) referto | Canada | Eisstadion Crimmitschau (1.076 spett.) |

#### Finale per il 5º posto
| Crimmitschau 23 aprile 2011, ore 10:30 UTC+2 | Finlandia | 6 – 0 (1-0; 2-0; 3-0) referto | Germania | Eisstadion Crimmitschau (915 spett.) |

#### Finale per il 3º posto
| Crimmitschau 23 aprile 2011, ore 14:30 UTC+2 | Russia | 6 – 4 (1-1; 4-2; 1-1) referto | Canada | Eisstadion Crimmitschau (2.024 spett.) |

#### Finale
| Crimmitschau 23 aprile 2011, ore 18:30 UTC+2 | Svezia | 3 – 4 (d.t.s.) (1-1; 2-0; 0-2) referto | Stati Uniti | Eisstadion Crimmitschau (5.007 spett.) |

### Classifica marcatori
| Giocatore          | PG | G  | A  | Pt | +/- | MP |
| ------------------ | -- | -- | -- | -- | --- | -- |
| Nikita Kucherov    | 7  | 11 | 10 | 21 | +10 | 6  |
| Michail Grigorenko | 7  | 4  | 14 | 18 | +10 | 18 |
| Nail' Jakupov      | 7  | 6  | 7  | 13 | +6  | 6  |
| Joel Armia         | 6  | 4  | 9  | 13 | +2  | 8  |
| T.J. Miller        | 6  | 4  | 9  | 13 | +8  | 6  |
| Ryan Murphy        | 7  | 4  | 9  | 13 | +2  | 2  |
| Albert Yarullin    | 7  | 0  | 11 | 11 | +12 | 4  |
| Reid Boucher       | 6  | 8  | 2  | 10 | +9  | 8  |
| Ryan Murray        | 7  | 3  | 7  | 10 | +1  | 6  |
| Markus Granlund    | 6  | 2  | 8  | 10 | +4  | 6  |

### Classifica portieri
| Giocatore         | Min    | TC  | GS | SO | MGS  | Sv%   |
| ----------------- | ------ | --- | -- | -- | ---- | ----- |
| Andrėj Vasileŭski | 343:30 | 235 | 15 | 0  | 2.62 | 93.62 |
| Steffen Søberg    | 338:46 | 317 | 22 | 0  | 3.90 | 93.06 |
| John Gibson       | 358:52 | 189 | 14 | 0  | 2.34 | 92.59 |
| Marvin Cupper     | 245:00 | 176 | 14 | 0  | 3.43 | 92.05 |
| Luca Boltshauser  | 332:44 | 198 | 16 | 0  | 2.89 | 91.92 |

### Classifica finale
| Pos | Squadra     |
| --- | ----------- |
| 1   | Stati Uniti |
| 2   | Svezia      |
| 3   | Russia      |
| 4   | Canada      |
| 5   | Finlandia   |
| 6   | Germania    |
| 7   | Svizzera    |
| 8   | Rep. Ceca   |
| 9   | Norvegia    |
| 10  | Slovacchia  |

| Promosse nel Gruppo A:         | Lettonia | Danimarca  |
| Retrocesse in Prima divisione: | Norvegia | Slovacchia |

#### Riconoscimenti
Riconoscimenti individuali
| Premio             | Giocatore       |
| ------------------ | --------------- |
| Miglior portiere   | John Gibson     |
| Miglior difensore  | Ryan Murphy     |
| Miglior attaccante | Nikita Kucherov |

## Prima Divisione
Il Campionato di Prima Divisione si è svolto in due gironi all'italiana. Il Gruppo A ha giocato a Riga, in Lettonia, fra l'11 e il 17 aprile 2011. In seguito al ritiro del Giappone a causa dello tsunami che ha colpito il paese, il Gruppo A si è ridotto a cinque squadre. Il Gruppo B ha giocato a Maribor, in Slovenia, fra il 10 e il 16 aprile 2011:

### Gruppo A
| Pos. |             | PG | V | VOT | POT | P | GF | GS | DR  | Pt |
| 1.   | Lettonia    | 4  | 4 | 0   | 0   | 0 | 21 | 2  | +19 | 12 |
| 2.   | Italia      | 4  | 3 | 0   | 0   | 1 | 16 | 9  | +7  | 9  |
| 3.   | Kazakistan  | 4  | 1 | 1   | 0   | 2 | 12 | 19 | -7  | 5  |
| 4.   | Ungheria    | 4  | 1 | 0   | 1   | 2 | 10 | 16 | -6  | 4  |
| 5.   | Regno Unito | 4  | 0 | 0   | 0   | 4 | 12 | 25 | -13 | 0  |

### Gruppo B
| Pos. |             | PG | V | VOT | POT | P | GF | GS | DR  | Pt |
| 1.   | Danimarca   | 5  | 4 | 0   | 0   | 1 | 31 | 10 | +21 | 12 |
| 2.   | Slovenia    | 5  | 4 | 0   | 0   | 1 | 18 | 14 | +4  | 12 |
| 3.   | Francia     | 5  | 2 | 1   | 0   | 2 | 19 | 11 | +8  | 8  |
| 4.   | Bielorussia | 5  | 2 | 0   | 1   | 2 | 25 | 13 | +12 | 7  |
| 5.   | Polonia     | 5  | 2 | 0   | 0   | 3 | 12 | 20 | -8  | 6  |
| 6.   | Lituania    | 5  | 0 | 0   | 0   | 5 | 11 | 48 | -37 | 0  |

| Promosse nel Gruppo A:           | Lettonia    | Danimarca     |
| Retrocesse in Seconda Divisione: | Regno Unito | Corea del Sud |

## Seconda Divisione
Il Campionato di Seconda Divisione si è svolto in due gironi all'italiana. Il Gruppo A ha giocato a Brașov, in Romania, fra il 19 e il 25 marzo 2011. Il Gruppo B ha giocato a Donec'k, in Ucraina, fra il 27 marzo e il 2 aprile 2011:

### Gruppo A
| Pos. |               | PG | V | VOT | POT | P | GF | GS | DR  | Pt |
| 1.   | Austria       | 5  | 5 | 0   | 0   | 0 | 56 | 3  | +53 | 15 |
| 2.   | Romania       | 5  | 3 | 1   | 0   | 1 | 26 | 12 | +14 | 11 |
| 3.   | Croazia       | 5  | 3 | 0   | 1   | 1 | 28 | 9  | +19 | 10 |
| 4.   | Estonia       | 5  | 2 | 0   | 0   | 3 | 33 | 25 | +8  | 6  |
| 5.   | Serbia        | 5  | 1 | 0   | 0   | 3 | 6  | 43 | -37 | 3  |
| 6.   | Nuova Zelanda | 5  | 0 | 0   | 0   | 5 | 1  | 58 | -57 | 0  |

### Gruppo B
| Pos. |             | PG | V | VOT | POT | P | GF | GS | DR  | Pt |
| 1.   | Ucraina     | 5  | 5 | 0   | 0   | 0 | 51 | 7  | +44 | 15 |
| 2.   | Paesi Bassi | 5  | 3 | 1   | 0   | 1 | 19 | 11 | +8  | 11 |
| 3.   | Lituania    | 5  | 3 | 0   | 0   | 2 | 44 | 15 | +29 | 9  |
| 4.   | Spagna      | 5  | 2 | 0   | 1   | 2 | 18 | 21 | -2  | 7  |
| 5.   | Cina        | 5  | 1 | 0   | 0   | 4 | 13 | 47 | -34 | 3  |
| 6.   | Belgio      | 5  | 0 | 0   | 0   | 5 | 8  | 53 | -45 | 0  |

| Promosse in Prima Divisione:   | Austria       | Ucraina |
| Retrocesse in Terza Divisione: | Nuova Zelanda | Belgio  |

## Terza Divisione
Il Campionato di Terza Divisione si è svolto in due gironi all'italiana. Il Gruppo A ha giocato a Taipei, in Taiwan, fra l'11 e il 17 aprile 2011. In seguito al ritiro della Mongolia per motivi finanziari, il Gruppo A si è ridotto a quattro squadre, e al girone è seguita una fase ad eliminazione diretta. Il Gruppo B ha giocato a Città del Messico, in Messico, fra il 13 e il 20 marzo 2011:

### Gruppo A
| Pos. |               | PG | V | VOT | POT | P | GF | GS | DR  | Pt |
| 1.   | Australia     | 3  | 3 | 0   | 0   | 0 | 29 | 2  | +27 | 9  |
| 2.   | Bulgaria      | 3  | 2 | 0   | 0   | 1 | 16 | 11 | +5  | 6  |
| 3.   | Taipei cinese | 3  | 1 | 0   | 0   | 2 | 12 | 11 | +1  | 3  |
| 4.   | Turchia       | 3  | 0 | 0   | 0   | 3 | 4  | 37 | -33 | 0  |

|  | Semifinali    | Semifinali    | Semifinali    |               |           | Finale             | Finale             | Finale             |  |
|  |               |               |               |               |           |                    |                    |                    |  |
|  | Australia     | Australia     | 12            |               |           |                    |                    |                    |  |
|  | Australia     | Australia     | 12            |               |           |                    |                    |                    |  |
|  | Turchia       | Turchia       | 1             |               |           |                    |                    |                    |  |
|  | Turchia       | Turchia       | 1             |               | Australia | Australia          | 6                  |                    |  |
|  |               |               |               |               | Australia | Australia          | 6                  |                    |  |
|  |               |               | Taipei cinese | Taipei cinese | 2         |                    |                    |                    |  |
|  | Bulgaria      | Bulgaria      | Taipei cinese | Taipei cinese | 2         | 5                  |                    |                    |  |
|  | Bulgaria      | Bulgaria      |               |               |           | 5                  |                    |                    |  |
|  | Taipei cinese | Taipei cinese | 6             |               |           | Finale 3º/4º posto | Finale 3º/4º posto | Finale 3º/4º posto |  |
|  | Taipei cinese | Taipei cinese | 6             |               |           |                    |                    |                    |  |
|  |               |               |               |               |           |                    |                    |                    |  |
|  |               |               |               |               |           | Turchia            | Turchia            | 2                  |  |
|  |               |               |               |               |           | Turchia            | Turchia            | 2                  |  |
|  |               |               |               |               |           | Bulgaria           | Bulgaria           | 4                  |  |

### Gruppo B
| Pos. |           | PG | V | VOT | POT | P | GF | GS | DR  | Pt |
| 1.   | Islanda   | 4  | 3 | 1   | 0   | 0 | 52 | 2  | +47 | 11 |
| 2.   | Messico   | 4  | 3 | 0   | 1   | 0 | 30 | 8  | +22 | 10 |
| 3.   | Sudafrica | 4  | 2 | 0   | 0   | 2 | 19 | 25 | -6  | 6  |
| 4.   | Israele   | 4  | 1 | 0   | 0   | 3 | 17 | 24 | -7  | 3  |
| 5.   | Irlanda   | 4  | 0 | 0   | 0   | 4 | 3  | 59 | -56 | 0  |

| Promosse in Seconda Divisione:      | Australia     | Islanda |
| Retrocesse dalla Seconda Divisione: | Nuova Zelanda | Belgio  |